# ブキャナン・ストリート駅
座標: 北緯55度51分45秒 西経4度15分15秒 / 北緯55.86250度 西経4.25417度
ブキャナン・ストリート駅（ブキャナン・ストリートえき）はスコットランドグラスゴーに位置するグラスゴー地下鉄の駅である。

## 駅構造
方向別単式ホーム2面2線を有する地下駅。

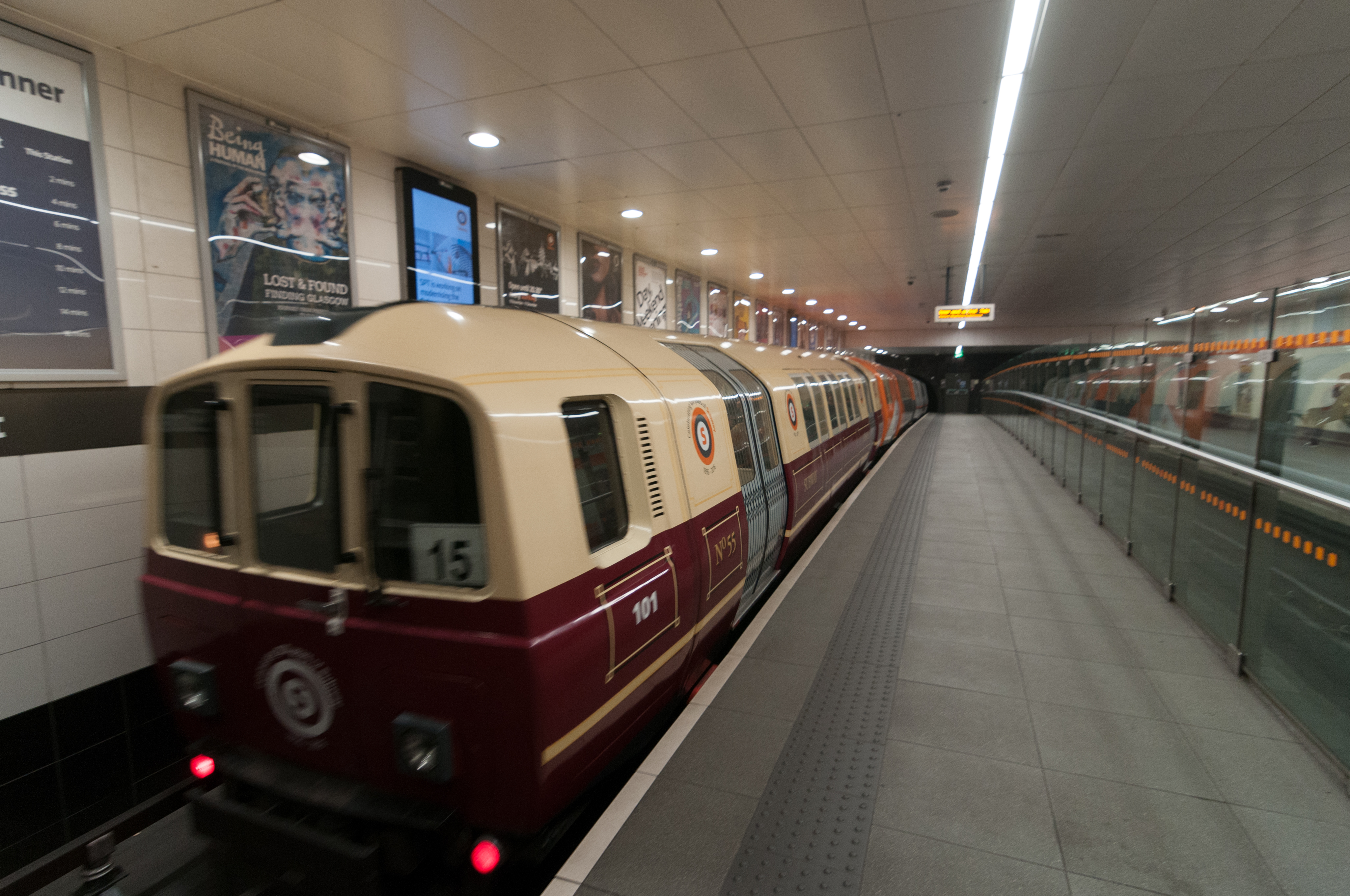
ホーム
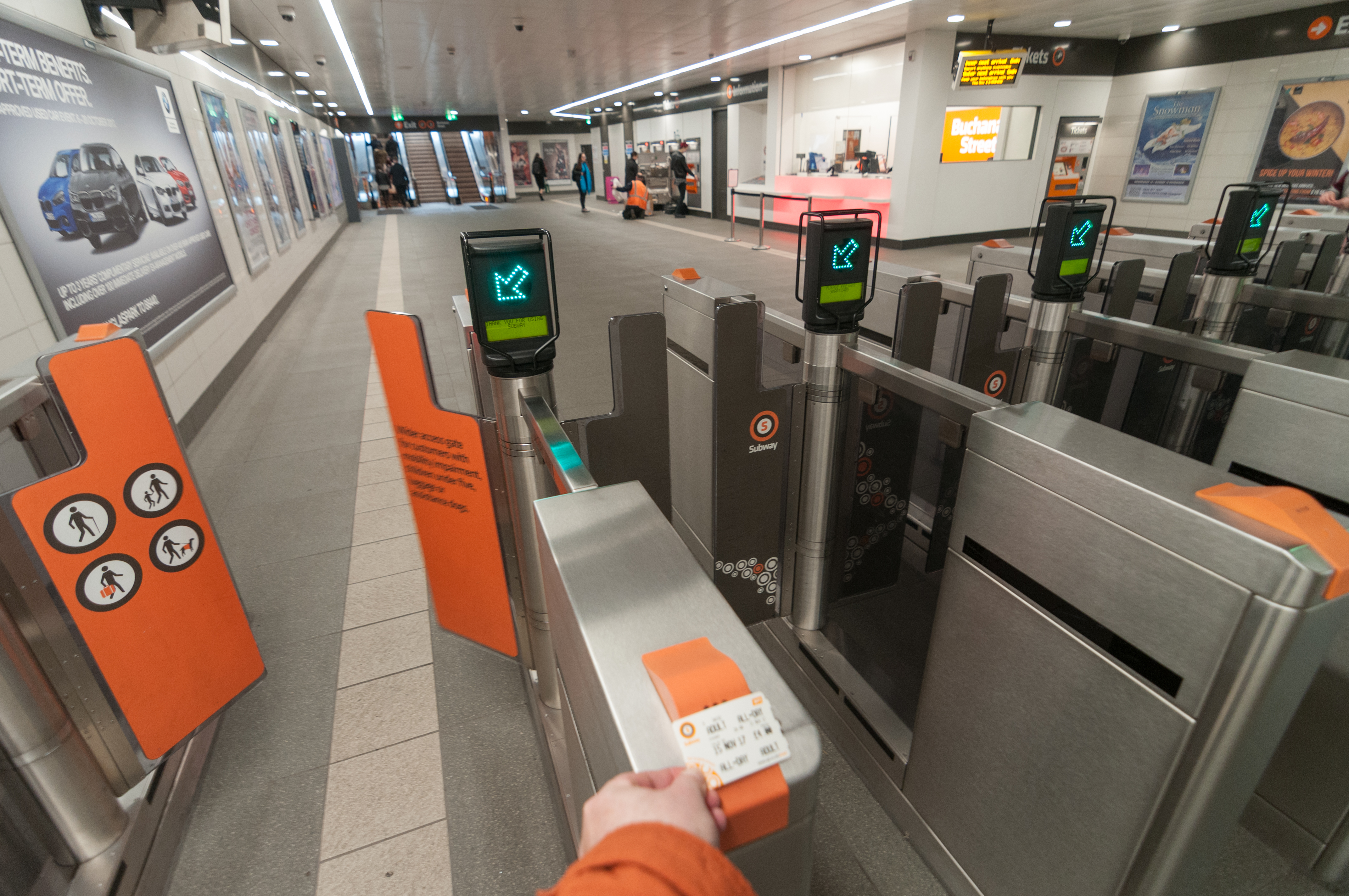
改札口

## 駅周辺
当駅はブキャナン・ストリートの真下に位置する。
- グラスゴー・クイーンストリート駅
- ブキャナン・バスステーション
- ブキャナン・ギャラリー
- ブキャナン・クォ－ター
- ストラスクライド大学
- セント・ジョージ・トロン教会
- グラスゴー市庁舎／ジョージ・スクエア

## 歴史
- 1896年12月14日 - 開業。
- 1977年 - 大規模工事開始。
- 1980年 - 大規模工事終了。

## 利用状況
- 2005年の1年間の乗車人員は254万人である。

## 隣の駅
■グラスゴー地下鉄
カウカデンズ駅 - ブキャナン・ストリート駅 - セント・イノック駅